# Chelodina canni
Espèce
Chelodina canni est une espèce de tortue de la famille des Chelidae.

## Répartition

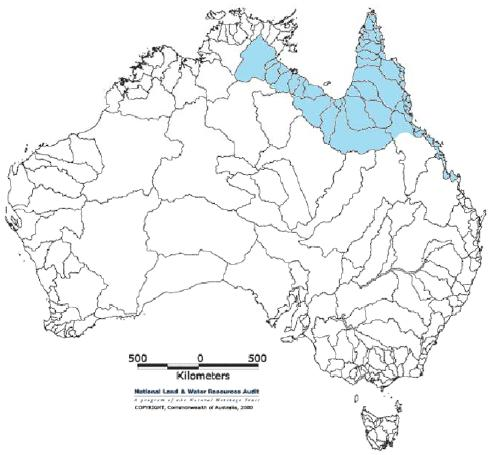
Distribution

Cette espèce est endémique d'Australie. Elle se rencontre au Queensland et dans le Territoire du Nord.

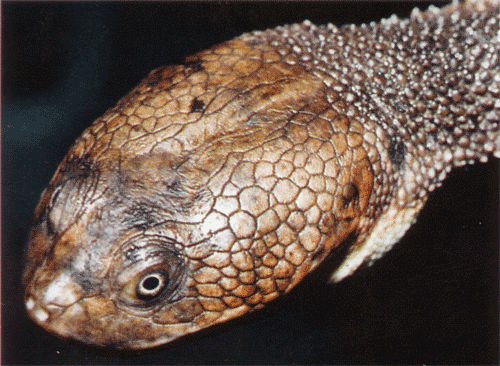
Chelodina canni tête

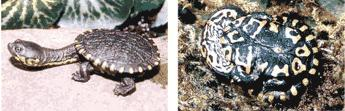
Chelodina canni

## Étymologie
Cette espèce est nommée en l'honneur de John Robert Cann.

## Publication originale
- McCord & Thomson, 2002 : A new species of Chelodina (Testudines: Pleurodira: Chelidae) from Northern Australia. Journal of Herpetology, vol. 36, no 2, p. 255-267.